# Rochemaure
Rochemaure est une commune française, située dans le département de l'Ardèche en région Auvergne-Rhône-Alpes, dans l'ancienne région historique du Vivarais.
Ses habitants sont appelés les Rupismauriens.

## Géographie

### Situation et description
Rochemaure est une commune de 2 250 habitants appelés Rupismauriens (recensement de 2022). Le nom de Rochemaure provient du bas latin et signifie probablement « Roche Noire » qui désigne la pierre de basalte avec et sur laquelle le village et les châteaux sont construits. C'est un ancien chef-lieu de canton de l'arrondissement de Privas qui possède 24 km2 de superficie. Le village est situé à six kilomètres à l'ouest de Montélimar et à cinq kilomètres au nord du Teil.
Son point culminant est l'ancien volcan du Chenavari à 507 mètres d'altitude, et le point le plus bas se situe au sud de la commune, sur le Rhône, à 66 mètres.
Le château du XIIe siècle est planté sur une cheminée volcanique ; de longs remparts descendent dans la vallée, à mi-hauteur la chapelle Notre-Dame-des-Anges, de style gothique provençal ; des quartiers sont accrochés à flanc de colline aux pierres noires et blanches, basalte et calcaire. Les anciens chemins muletiers sont maintenant balisés en chemins de randonnées.

### Géologie et relief
Pendant la période comprise entre 200 et 80 millions d’années avant notre ère, Rochemaure était sous le niveau de la mer. Des coquillages se sont déposés et se sont transformés progressivement en calcaire. Il y a 8 millions d’années, Rochemaure et le Coiron faisaient partie d’une vallée importante, probablement la vallée de l’Ardèche. Entre 6 et 8 millions d’années, une intense activité volcanique remplit cette vallée de lave. À Rochemaure, le sol se fissura à plusieurs endroits pour laisser s’écouler cette roche en fusion. Il y a 2 millions d’années, le sol de cette vallée fut surélevé. Un refroidissement important de la région entraîna une glaciation et le creusement de vallées importantes telles les vallées du Lavezon, de l'Eygue et du Chambeyrol.
La fonte des glaciers finit de creuser ces vallées qui sont bien trop larges pour les rivières qui y circulent. Le calcaire fut souvent emporté par l’érosion, les roches volcaniques plus résistantes devinrent des reliefs. C’est la raison pour laquelle Rochemaure présente des reliefs volcaniques tout à fait originaux qu’on appelle « dykes ». Ce mot anglais qui signifie « digue » est utilisé en géologie pour désigner une lame de lave infiltrée dans une fente. On peut observer également des « orgues de basalte » qui correspondent à des zones de refroidissement de la lave. Les orgues sont perpendiculaires à l’axe de la coulée de lave.

### Climat
Pour des articles plus généraux, voir Climat d'Auvergne-Rhône-Alpes et Climat de l'Ardèche.
En 2010, le climat de la commune est de type climat méditerranéen franc, selon une étude du CNRS s'appuyant sur une série de données couvrant la période 1971-2000. En 2020, Météo-France publie une typologie des climats de la France métropolitaine dans laquelle la commune est exposée à un climat méditerranéen et est dans la région climatique Provence, Languedoc-Roussillon, caractérisée par une pluviométrie faible en été, un très bon ensoleillement (2 600 h/an), un été chaud (21,5 °C), un air très sec en été, sec en toutes saisons, des vents forts (fréquence de 40 à 50 % de vents > 5 m/s) et peu de brouillards.
Pour la période 1971-2000, la température annuelle moyenne est de 13,3 °C, avec une amplitude thermique annuelle de 17,9 °C. Le cumul annuel moyen de précipitations est de 962 mm, avec 6,8 jours de précipitations en janvier et 4,1 jours en juillet. Pour la période 1991-2020, la température moyenne annuelle observée sur la station météorologique de Météo-France la plus proche, sur la commune de Montélimar à 5 km à vol d'oiseau, est de 14,2 °C et le cumul annuel moyen de précipitations est de 919,5 mm,. Pour l'avenir, les paramètres climatiques de la commune estimés pour 2050 selon différents scénarios d'émission de gaz à effet de serre sont consultables sur un site dédié publié par Météo-France en novembre 2022.

### Hydrographie
Le territoire communal est bordé dans sa partie orientale par la rive droite du Rhône.

### Voies de communication
Le village se situe sur la route nationale 86 déclassée et renommé RD86. Il est desservi par la ligne E18 du réseau interurbain Cars Région Ardèche reliant la gare de Montélimar à Privas (cours du Palais) à raison de six allers-retours par jour. La ligne 8 du réseau Montélibus dessert Ancône centre à environ 2,5 km de Rochemaure centre. Enfin la ViaRhôna permet une excellente desserte du rivage en voie verte entre Valence et Montélimar.

## Urbanisme

### Typologie
Au 1er janvier 2024, Rochemaure est catégorisée bourg rural, selon la nouvelle grille communale de densité à 7 niveaux définie par l'Insee en 2022.
Elle appartient à l'unité urbaine de Montélimar, une agglomération inter-départementale dont elle est une commune de la banlieue,. Par ailleurs la commune fait partie de l'aire d'attraction de Montélimar, dont elle est une commune de la couronne,. Cette aire, qui regroupe 45 communes, est catégorisée dans les aires de 50 000 à moins de 200 000 habitants,.

### Risques naturels

#### Risques sismiques
L'ensemble du territoire de la commune de Rochemaure est situé en zone de sismicité no 3 (sur une échelle de 1 à 5), comme la plupart des communes situées dans la vallée du Rhône et la Basse Ardèche, mais non loin de la limite orientale de la zone no 2 qui correspond au plateau ardéchois.
| Type de zone | Niveau            | Définitions (bâtiment à risque normal) |
| ------------ | ----------------- | -------------------------------------- |
| Zone 3       | Sismicité modérée | accélération = 1,1 m/s2                |

## Toponymie
Durant l'époque romaine, le site est occupé est une station balnéaire, établie au pied de la montagne et dénommée Fontes Collarionis, conformément à la pureté des eaux sortant des roches basaltiques. Jusqu'en 1209, le lieu est connu sous le nom de La Fare ou Farra en latin. Ce nom pourrait dériver de fararium, désignant un lieu planté de blé,.
Le nom actuel apparaît sous la forme de castrum de rocha maura au Moyen Âge, en provençal rossomaouro.  Le nom signifie « rocher noir », semblable au toponyme Mourre Nègre. L'hypothèse d'un lien avec les Maures n'est pas retenu par le toponymiste Charles Rostaing,,. Le nom viendrait des roches noires sur lesquelles a été construit le village, constituées de basaltes. Ludovic Chadebrier, auteur d'une monographie évoque cependant l'hypothèse d'une origine liée à l'occupation des Sarrasins.

## Histoire

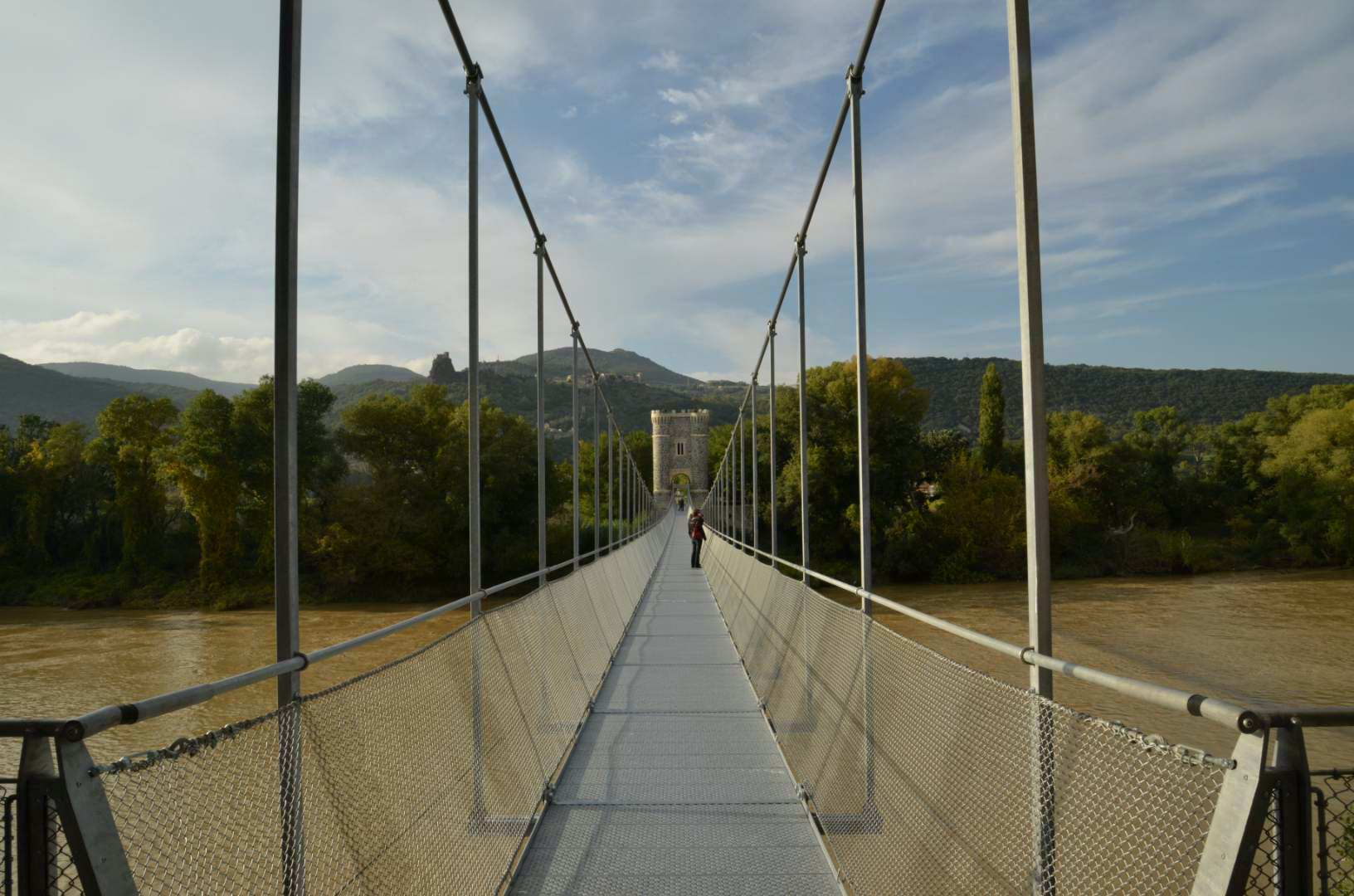
Pont suspendu rénové en 2013.

Le quartier médiéval de la commune accueille un chantier de l'association Chantiers histoire et architecture médiévales entre 1999 et 2010.

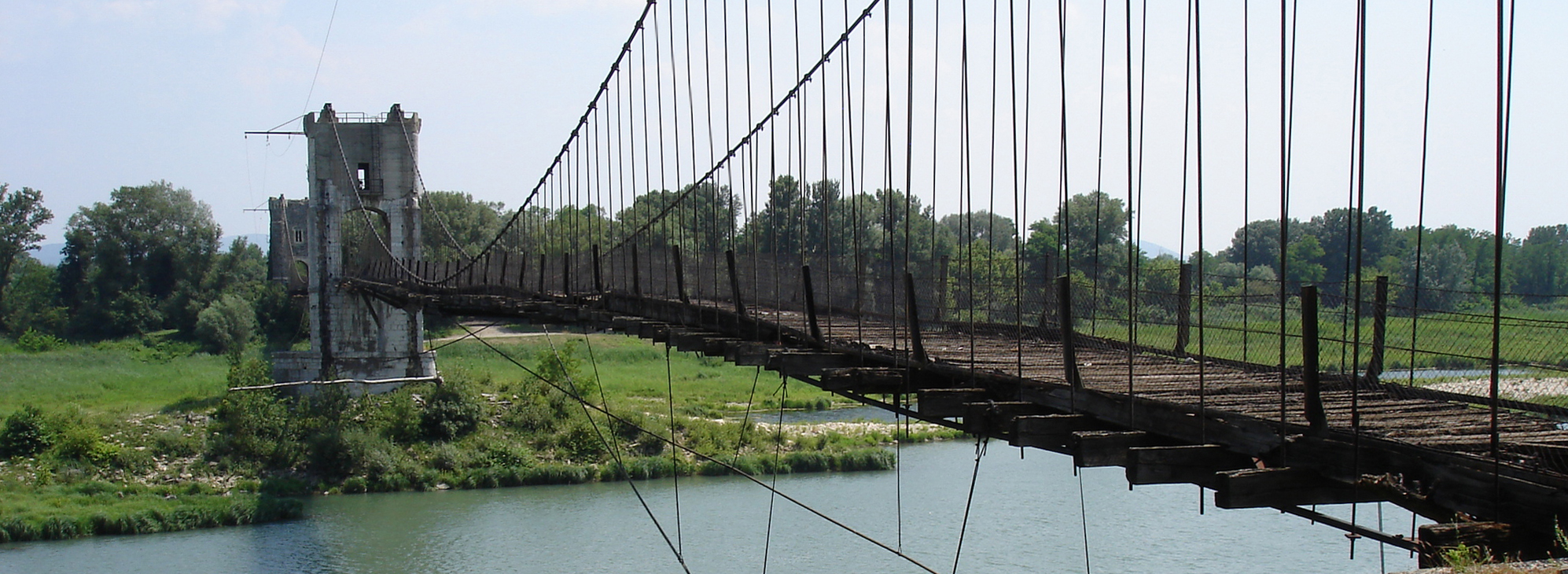
Pont suspendu historique sur le Rhône (1859), en 2006, avant restauration.

## Politique et administration

### Tendances politiques et résultats
Depuis 1971, les municipalités qui se sont succédé sont sans étiquette et les conseillers municipaux se sont engagés à ne pas exprimer de tendance de politique partisane.

#### Récapitulatif de résultats électoraux récents
| Européennes 2014    |  | FN  | 30,42 |  | UG   | 14,12 |  | UMP  | 11,94 |           | MODEM     | 11,21     | Tour unique    | Tour unique    | Tour unique    | Tour unique    | Tour unique    | Tour unique    | Tour unique    | Tour unique    | Tour unique    |
| Régionales 2015     |  | FN  | 32,75 |  | UG   | 29,02 |  | UD   | 18,80 |           | COM       | 8,84      |                | UG             | 42,21          |                | FN             | 31,86          |                | UD             | 25,92          |
| Présidentielle 2017 |  | FN  | 26,58 |  | LFI  | 24,15 |  | EM   | 19,66 |           | LR        | 14,43     |                | EM             | 54,64          |                | FN             | 45,36          | Pas de 3e      | Pas de 3e      | Pas de 3e      |
| Législatives 2017   |  | EM  | 26,09 |  | FN   | 18,60 |  | LFI  | 15,11 |           | SOC       | 14,23     |                | SOC            | 51,72          |                | EM             | 48,28          | Pas de 3e      | Pas de 3e      | Pas de 3e      |
| Européennes 2019    |  | RN  | 29,31 |  | LREM | 19,54 |  | EELV | 13,56 |           | LFI       | 7,24      | Tour unique    | Tour unique    | Tour unique    | Tour unique    | Tour unique    | Tour unique    | Tour unique    | Tour unique    | Tour unique    |
| Municipales 2020    |  | SE  | 53,61 |  | SE   | 26,17 |  | SE   | 20,20 | Pas de 4e | Pas de 4e | Pas de 4e | Pas de 2e tour | Pas de 2e tour | Pas de 2e tour | Pas de 2e tour | Pas de 2e tour | Pas de 2e tour | Pas de 2e tour | Pas de 2e tour | Pas de 2e tour |
| Présidentielle 2022 |  | RN  | 29,43 |  | LREM | 21,72 |  | LFI  | 21,20 |           | RES       | 6,52      |                | RN             | 55,75          |                | LREM           | 44,25          | Pas de 3e      | Pas de 3e      | Pas de 3e      |
| Législatives 2022   |  | NUP | 35,38 |  | RN   | 29,92 |  | ENS  | 19,23 |           | REC       | 4,96      |                | NUP            | 56,82          |                | RN             | 43,18          | Pas de 3e      | Pas de 3e      | Pas de 3e      |
| Européennes 2024    |  | RN  | 42,80 |  | PS   | 15,15 |  | ENS  | 6.25  |           | REC       | 5.93      | Tour unique    | Tour unique    | Tour unique    | Tour unique    | Tour unique    | Tour unique    | Tour unique    | Tour unique    | Tour unique    |

### Administration municipale
En 1717 sont supprimés pour la première fois les offices municipaux. À Rochemaure, l'office fut recréé en 1733.
Le conseil municipal, réuni le 3 juillet 2020 pour élire le maire à la suite des élections municipales de 2020, est composé de dix-neuf membres, dont quatre adjoints.
| Période                                  | Période                       | Identité                                                                                               | Étiquette | Qualité                                                                                              |
| ---------------------------------------- | ----------------------------- | --- | --------- | --- |
| Les données manquantes sont à compléter. |                               | |           | |
| 1692                                     | 1717                          | Louis Vincent (1667-1745), maire perpétuel                                                             |           | Bourgeois                                                                                            |
| 1733                                     | 1779,                         | Jacques Cornet (1703-1782), maire perpétuel                                                            |           | Avocat en parlement                                                                                  |
| 1779                                     | 1788                          | Joseph-Alexandre Chambon d'Espenel (1747-1788), maire perpétuel                                        |           | Avocat en parlement                                                                                  |
| 1788                                     | 1790                          | Louis-Joseph-Clair Chevalier de Montrond (1760-1829), maire perpétuel                                  |           | Ancien officier                                                                                      |
| 1790                                     | 1792                          | Claude-François Privat (1745-1832), premier maire élu                                                  |           | Avocat en parlement, notaire                                                                         |
| 1792                                     | 1794                          | Jean-Alexis Boyrel (1747-1794)                                                                         |           | Négociant en soie                                                                                    |
| 1793                                     | 1795                          | Pierre Guilhon (1745-1829), procureur de la commune                                                    |           | Négociant en soie                                                                                    |
| 1794                                     | 1795                          | Jean-Étienne Faure, maire provisoire                                                                   |           | Homme de loi                                                                                         |
| 1795                                     | 1800                          | Jacques-Hyacinthe Lacombe de La Blache (1741-1829), président de l'administration municipale du canton |           | Chef d'escadrons (1788) puis colonel au régiment des Chasseurs de Lorraine, chevalier de Saint-Louis |
| 1800                                     | 1815                          | Louis-Joseph-Clair Chevalier de Montrond (1760-1829)                                                   |           | Ancien officier                                                                                      |
| 1815                                     | 1816                          | Étienne Maurel                                                                                         |           | Négociant en soie                                                                                    |
| 1816                                     | 1820                          | Louis-Joseph-Clair Chevalier de Montrond (1760-1829)                                                   |           | Ancien officier                                                                                      |
| 1820                                     | 1825                          | Alexandre-Jacques-Victor Lachave-Delisle (1778-1850)                                                   |           | Propriétaire-rentier                                                                                 |
| 1825                                     | 1825                          | Pierre-Louis-Théodore-Hippolyte de Drivet de La Dernade (né en 1769)                                   |           | Ancien officier                                                                                      |
| 1825                                     | 1830                          | François Jacques Balazuc                                                                               |           | Propriétaire                                                                                         |
| 1830                                     | 1831                          | Laurent Audouard                                                                                       |           | Propriétaire                                                                                         |
| 1831                                     | 1843                          | Jean-Jacques Jamme (né en 1798)                                                                        |           | Négociant en soie                                                                                    |
| 1843                                     | 1846                          | Gratien Coullet                                                                                        |           | Propriétaire                                                                                         |
| 1846                                     | 1848                          | Jean-Louis-Victor Froment                                                                              |           | Propriétaire-rentier                                                                                 |
| 1848                                     | 1860                          | Laurent Maurel                                                                                         |           | Négociant en soie                                                                                    |
| 1860                                     | 1871                          | Hippolyte Lèbre                                                                                        |           | Notaire                                                                                              |
| 1871                                     | 1871                          | Gratien Coullet                                                                                        |           | Propriétaire                                                                                         |
| 1871                                     | 1874                          | Clovis Senouillet                                                                                      |           | Propriétaire                                                                                         |
| 1874                                     | 1874                          | Alexandre Audouard                                                                                     |           | Propriétaire                                                                                         |
| 1874                                     | 1875                          | Fabius Froment                                                                                         |           | Propriétaire                                                                                         |
| 1875                                     | 1878                          | Henri Boiron                                                                                           |           | Propriétaire                                                                                         |
| 1878                                     | 1884                          | Alphonse Chanéguier                                                                                    |           | Propriétaire                                                                                         |
| 1884                                     | 1897                          | Clovis Véron                                                                                           |           | Propriétaire                                                                                         |
| 1898                                     | 1908                          | Victor Julien                                                                                          |           | Propriétaire                                                                                         |
| 1908                                     | 1912                          | Félicien Bayle                                                                                         |           | Propriétaire                                                                                         |
| 1912                                     | 1919                          | Constantin Cheynet                                                                                     |           | Propriétaire                                                                                         |
| décembre 1919                            | mai 1929                      | Eugène Marion                                                                                          |           | Propriétaire                                                                                         |
| mai 1929                                 | mai 1935                      | Henri Audouard                                                                                         | URD       | Greffier de paix Conseiller général                                                                  |
| mai 1935                                 | 30 septembre 1944             | Gustave Théron                                                                                         |           | |
| 30 septembre 1944                        | 6 septembre 1946              | Jules Duplan                                                                                           |           | |
| 1946                                     | 16 juillet 1956               | Emmanuel Chabas                                                                                        |           | |
| 15 septembre 1956                        | mars 1965                     | Maurice Jai                                                                                            |           | |
| mars 1965                                | mars 1971                     | Odile Chamboredon                                                                                      | PCF       | |
| 1971                                     | mars 1989                     | Yves Laurent                                                                                           | SE        | Restaurateur                                                                                         |
| mars 1989                                | 2006 (démission)              | Jacques Nodin                                                                                          | DVD       | Professeur agrégé Conseiller général (1994-2001)                                                     |
| 2006                                     | 3 juillet 2020                | Christian Lecerf                                                                                       | DVD       | Docteur en médecine                                                                                  |
| 3 juillet 2020                           | En cours (au 4 novembre 2020) | Olivier Faure                                                                                          | SE        | |

### Intercommunalité
Rochemaure fait partie de la communauté de communes Ardèche Rhône Coiron.

## Population et société
Sous l’Ancien Régime, la population était comptée en feux c'est-à-dire en nombre de familles. Il y avait en 1644 : 300 feux, en 1709 : 180 feux, en 1721 : 1 079 habitants et 244 feux, en 1734 : 212 feux, en 1774 : 246 feux et en 1780 : 166 feux.
La population est restée stable, autour de 1 000 habitants, au cours des siècles et n’a augmenté qu’à partir de la construction de la centrale nucléaire de Cruas-Meysse et du nouveau pont de Rochemaure en 1977. Le recensement de 1999 décomptait 1 914 habitants et celui de 2008 1 991 habitants. On dénombre à Rochemaure 914 résidences principales et 114 résidences secondaires. Un foyer compte en moyenne 2,54 personnes. Le revenu moyen mensuel d’un foyer était en 2005 de 2 418 €.[réf. nécessaire]

### Démographie
L'évolution du nombre d'habitants est connue à travers les recensements de la population effectués dans la commune depuis 1793. Pour les communes de moins de 10 000 habitants, une enquête de recensement portant sur toute la population est réalisée tous les cinq ans, les populations de référence des années intermédiaires étant quant à elles estimées par interpolation ou extrapolation. Pour la commune, le premier recensement exhaustif entrant dans le cadre du nouveau dispositif a été réalisé en 2006.

En 2022, la commune comptait 2 250 habitants, en évolution de −0,79 % par rapport à 2016 (Ardèche : +2,48 %, France hors Mayotte : +2,11 %).
| 1793  | 1800  | 1806  | 1821  | 1831  | 1836  | 1841  | 1846  | 1851  |
| ----- | ----- | ----- | ----- | ----- | ----- | ----- | ----- | ----- |
| 1 025 | 1 110 | 1 354 | 1 285 | 1 354 | 1 388 | 1 473 | 1 272 | 1 283 |

| 1856  | 1861  | 1866  | 1872  | 1876  | 1881  | 1886  | 1891  | 1896  |
| ----- | ----- | ----- | ----- | ----- | ----- | ----- | ----- | ----- |
| 1 245 | 1 210 | 1 220 | 1 195 | 1 200 | 1 144 | 1 125 | 1 070 | 1 043 |

| 1901 | 1906 | 1911 | 1921  | 1926  | 1931  | 1936 | 1946 | 1954  |
| ---- | ---- | ---- | ----- | ----- | ----- | ---- | ---- | ----- |
| 983  | 977  | 961  | 1 026 | 1 003 | 1 011 | 973  | 757  | 1 105 |

| 1962  | 1968 | 1975  | 1982  | 1990  | 1999  | 2006  | 2011  | 2016  |
| ----- | ---- | ----- | ----- | ----- | ----- | ----- | ----- | ----- |
| 1 153 | 970  | 1 067 | 1 789 | 1 809 | 1 870 | 1 961 | 2 244 | 2 268 |

| 2021  | 2022  | - | - | - | - | - | - | - |
| ----- | ----- | - | - | - | - | - | - | - |
| 2 264 | 2 250 | - | - | - | - | - | - | - |

### Enseignement
La commune est rattachée à l'académie de Grenoble.

### Manifestations culturelles et festivités
L'association pour la promotion des spectacles au château de Rochemaure présente chaque année en juillet un spectacle son et lumière.

### Sport
Le 8 septembre 2020, Rochemaure est ville étape de la sixième étape du Tour cycliste féminin international de l'Ardèche 2020.

### Médias
La commune est située dans la zone de distribution de deux organes de la presse écrite :
- L'Hebdo de l'Ardèche

Il s'agit d'un journal hebdomadaire français basé à Valence et couvrant l'actualité de tout le département de l'Ardèche.
- Le Dauphiné libéré

Il s'agit d'un journal quotidien de la presse écrite française régionale distribué dans la plupart des départements de l'ancienne région Rhône-Alpes, notamment l'Ardèche. La commune est située dans la zone d'édition de Privas.

### Cultes
La communauté catholique et l'église Saint-Laurent de Rochemaure (propriété de la commune) dépendent de la paroisse Charles-de-Foucauld - Viviers / Le Teil dont le siège est  situé à Viviers qui est également le siège de l'évêché.

## Économie
De nombreux artisans et commerçants sont implantés sur la commune. Les trois principales usines de Rochemaure sont :
- « Prefa 07 » qui fabrique des pièces de béton (bordure de trottoir, etc.) ;
- « Sibille » qui fabrique des armatures de béton armé ;
- « Ardèch'oise » : cette usine exploite la source du Prieuré et fabrique des bonbonnes de 18,6 litres d'eau de source.

## Culture locale et patrimoine

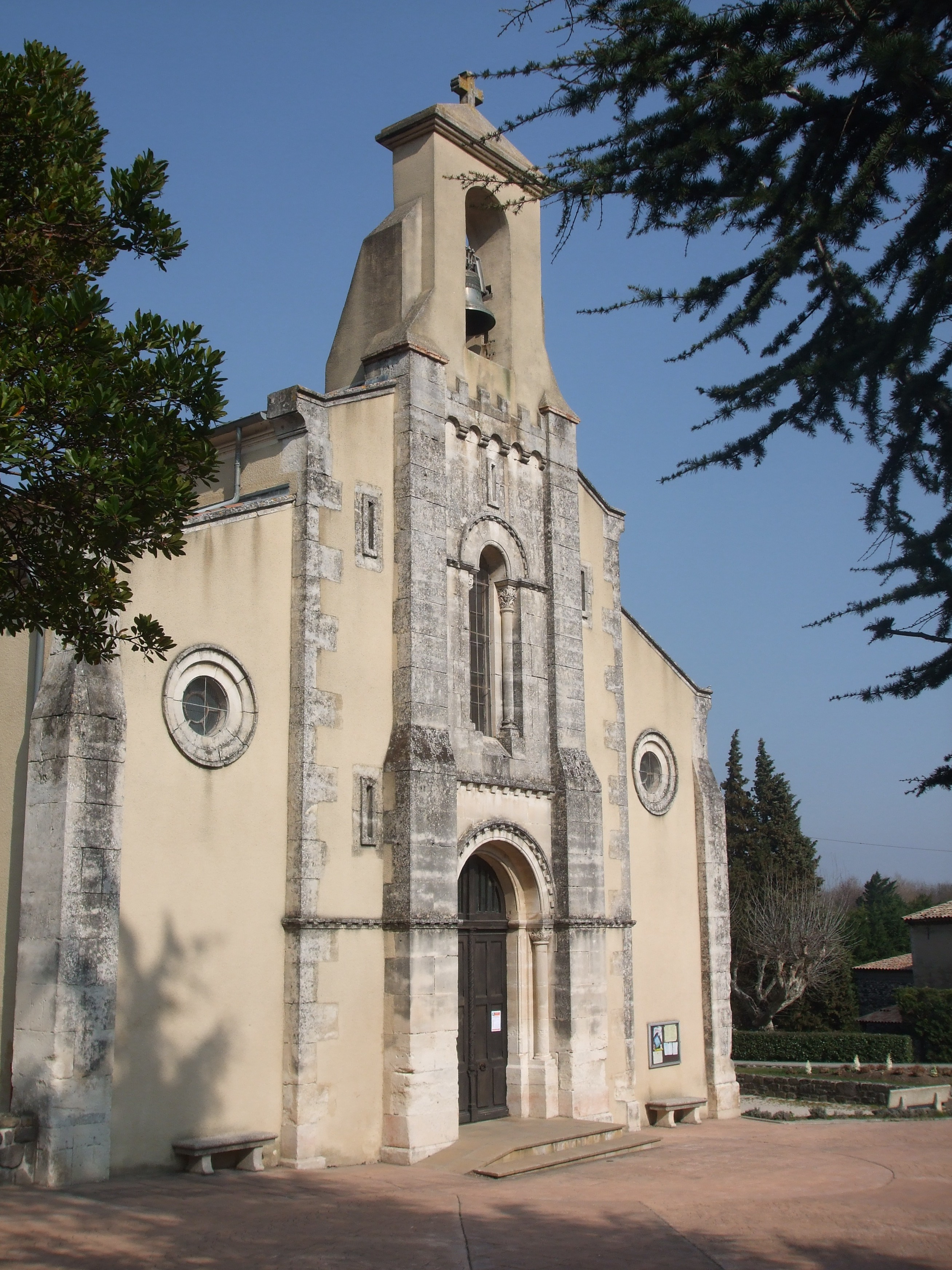
Église Saint-Laurent de Rochemaure.

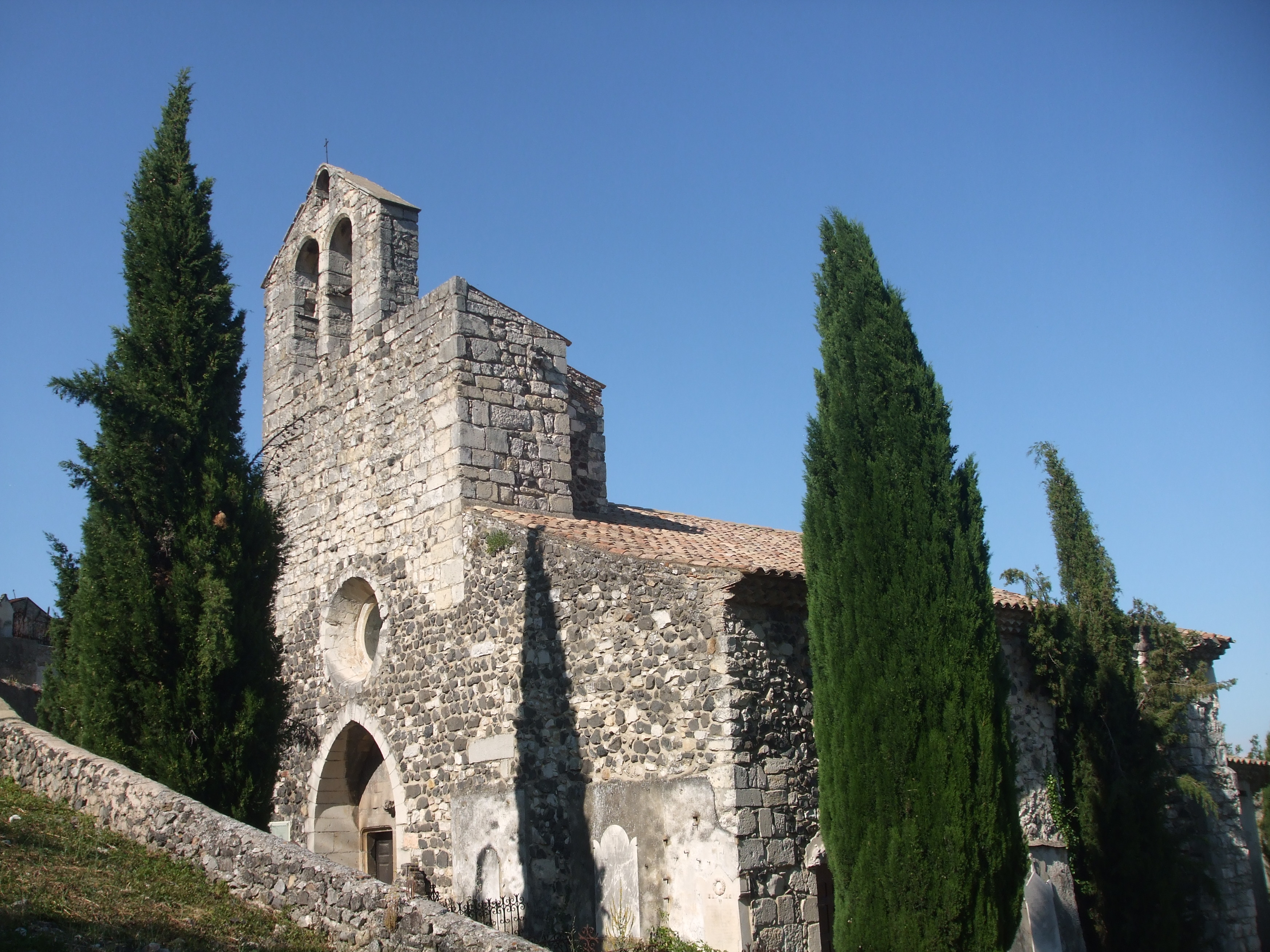
Chapelle Notre-Dame-des-Anges.

### Lieux et monuments

#### Patrimoine religieux
- Église Saint-Laurent de Rochemaure.
- Chapelle Notre-Dame-des-Anges, édifiée durant la première moitié du XIIIe siècle[45], de style gothique provençal[46]. La visite de l’intérieur est possible pendant les journées du patrimoine et au cours des expositions de l'été. La chapelle est inscrite au titre des monuments historiques le 27 octobre 1971[47]. Elle abrite une borne milliaire, à l'origine posée à la Croix de la Lauze vers 144-145 sous Antonin le Pieux, classée aux monuments historiques le 26 septembre 1903[48] (une copie de celle-ci est installée devant la mairie), la copie d'un carré magique découvert en 1850[49], et de nombreux objets ayant appartenu aux pénitents blancs[49].
- Il reste aussi les ruines de la chapelle Saint-Laurent, plus ancienne, située sur le plateau. Le carré dit magique, un carré Sator, était scellé dans un de ses murs.

#### Autres lieux et monuments

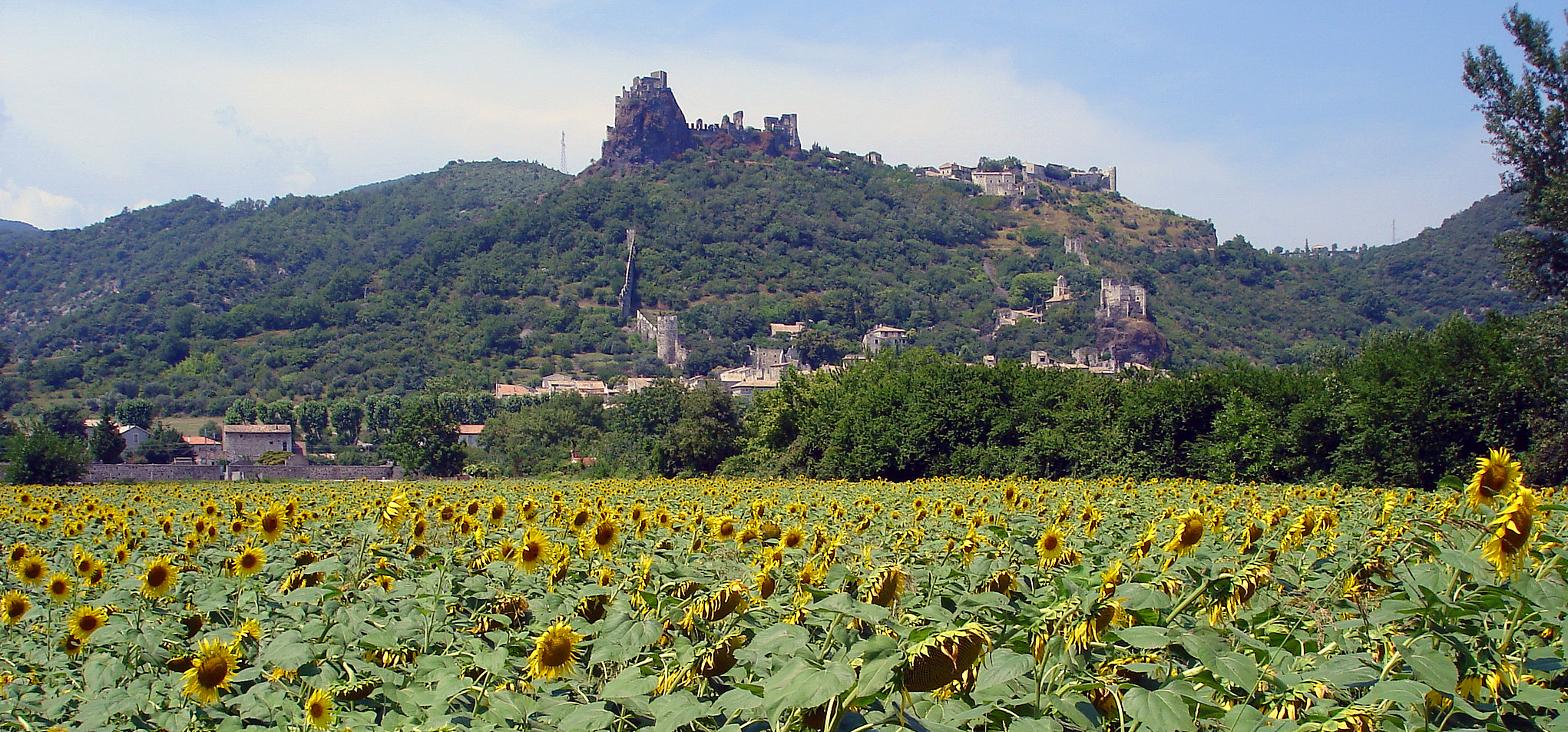
Château de Rochemaure, le village et les tournesols.

- Château de Rochemaure, construit entre le XIe et le XIIe siècle sur un dyke (cheminée volcanique) dominant la vallée du Rhône par la famille des Adhémar de Monteil[50]. Il est constitué d’une tour carrée comme on les faisait au début du XIIe siècle, surmontée d’une tour pentagonale construite à la fin du même siècle. Comme tout le bâti ancien à Rochemaure, les pierres de construction sont noires (basalte) et blanches (calcaires). C’est ce qui fait l’originalité des constructions de ce village. Le monument est classé.
- Les remparts du XIVe siècle[51] partent du château et descendent dans la vallée. On les appelait vintenum parce que les habitants qui habitaient intra muros devaient donner le vingtième de leurs récoltes au seigneur pour l’entretien de l’ouvrage et la solde des soldats. Monument classé.
- La tour du Guast (XIIe siècle), a ultérieurement été englobée dans les remparts. D'après les résultats de fouilles archéologiques récentes, Il s'agirait du premier château de Rochemaure[52]. À l’intérieur, une partie d’habitation conserve notamment les restes d’une cheminée finement ciselée. C’était probablement l’habitation du co-seigneur de Rochemaure. Monument classé.
- Le château de Joviac (1597), est une maison forte et un domaine agricole remarquablement bâti selon les prescriptions du grand agronome Olivier de Serres, avec un système hydraulique perfectionné[53],[54]. Monument et système hydraulique classés.
- Le vieux village a été construit autour de la voie romaine d’Antonin le Pieux et autour du château. Site inscrit.

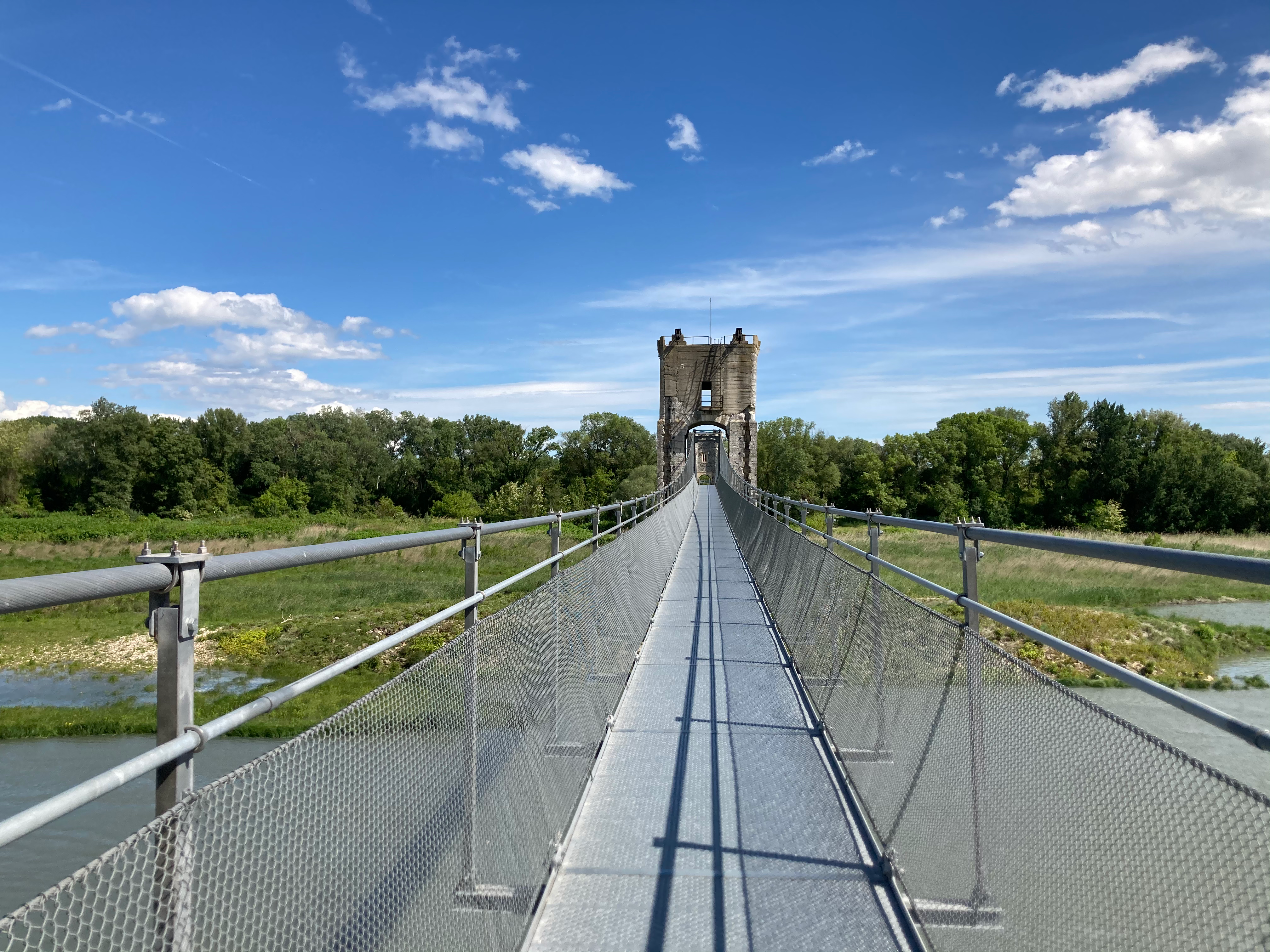
Le pont suspendu de la commune de Rochemaure, dans l'Ardèche, vue globale.

- L'ancien pont suspendu sur le Rhône a été construit en 1858 par les collaborateurs de Marc Seguin, inventeur des ponts en fil de fer. Monument inscrit.
- Le site volcanique se situe aux contreforts des volcans du Coiron. Il est possible d'admirer le pic du Chenavari, les cheminées volcaniques sur lesquelles sont construites le château médiéval et la tour du Guast, de nombreuses orgues basaltiques. Le nom de Rochemaure vient du bas latin roca maura qui veut dire « roche noire », donc roche basaltique.
- Le mausolée gallo-romain de Rochemaure, inscrit aux Monuments Historiques en 1984. Il n'en reste qu'une crypte qui a été fouillée en 1982 et 1983, puis rebouchée et recouverte par un parking au lieu-dit les Faysses.

#### Tentatives de falsification de l'histoire de la commune
La commune, ses monuments et ses registres d'état civil ont fait l'objet de plusieurs actes de vandalismes, de destructions ou de falsification. Les faits se sont produits depuis 1980 jusqu'à 2011 au moins. Aux archives départementales, 187 pages des registres d'état civil de la commune ont été détruits. Des faits de contrefaçons sur le nom « Cheynet » ont été constatées sur la copie des registres détenue par la commune, avec l'ajout systématique du nom « de Beaupré ». Aux archives nationales, c'est un plan de l'église de Rochemaure, daté du XVIIIe siècle, qui a été falsifié,,.
Pour les premiers faits, un procès a été intenté contre un banquier, Marc Cheynet (qui a fait accoler officiellement à son nom « de Beaupré »). Il a été reconnu coupable par le tribunal, mais aucune peine n'a été infligée au motif de la prescription, la date de commission des faits n'ayant pu être établie précisément. Pour les autres, une plainte et un signalement ont été réalisés en 2018,,.
Cela a créé une situation ubuesque à Rochemaure « pour le généalogiste qui ne trouvera pas les mêmes actes selon qu’il fait ses recherches sur place ou sur Internet. ».
Cette falsification d'état civil est désormais parfaitement établie « et reconnue par la justice »,.

### Personnalités liées à la commune
- Les Adhémar de Monteil, seigneurs puis barons de Rochemaure[61], ancêtres de la famille de Rohan dont les derniers représentants de la branche de Soubise possèdent Rochemaure durant la majeure partie du XVIIIe siècle[62].
- Louis-Charles de Lévis, duc de Ventadour (mort le 28 septembre 1717), baron de Rochemaure[63], descendant des Adhémar, époux de Charlotte-Eléonore-Magdeleine de La Motte-Houdancourt, père d'Anne-Geneviève de Lévis-Ventadour qui, en 1694, apporte Rochemaure en dot à son mari (ci-dessous).
- Louis Jules François de Rohan, prince de Soubise, duc de Rohan-Rohan, (16 janvier 1697-Paris, 6 mai 1724), baron de Rochemaure (seigneurie apportée en dot par sa femme), fils de Hercule Mériadec de Rohan, prince de Soubise, duc de Rohan-Rohan (1669-Paris, paroisse Saint-Jean en Grève, 26 janvier 1749), gouverneur de Champagne et de Brie, marié le 14 février 1694 avec Anne-Geneviève de Lévis-Ventadour (10 février 1673-21 mars 1727), dame de Rochemaure, gouvernante des enfants royaux[64].
- Charles de Rohan, prince de Soubise (1715-1787), baron de Rochemaure (seigneurie héritée de sa mère) du mois de mai 1724 jusqu'au 24 juillet 1784[65].
- Jacques Ier d'Hilaire de Jovyac (Les Vans, v. 1565-Rochemaure, château de Jovyac, v. janvier 1632, inhumé en l'église Notre-Dame-des-Anges de Rochemaure, chapelle Sainte-Anne), gouverneur de la ville et du château de Rochemaure en mai 1592, capitaine de cent hommes d'armes, protestant converti au catholicisme, auteur d'ouvrages en faveur de la religion catholique[66].
- Jean-François Régis Privat dit Privat-Lachamp (Rochemaure, 23 juin 1759-Torgau (Prusse), 6 mars 1814), soldat au régiment des Gardes-Françaises le 7 juin 1785, sergent le 1er septembre 1789, sous-lieutenant au 102e régiment d'infanterie le 16 février 1792, lieutenant le 10 mars 1793, adjoint provisoire aux adjudants généraux le 22 septembre 1793, adjoint à l'adjudant général Simon le 11 vendémiaire an IV, aide de camp du général Hoche, qu'il avait rencontré aux Gardes-Françaises et dont il était l'un des proches amis, le 5 messidor an IV. Lors de l'expédition d'Irlande, il est provisoirement nommé chef de bataillon, par le général Hoche, le 26 frimaire an V. Aide de camp du général Augereau le 12 brumaire an VI, il est promu adjudant-général, chef de brigade et chef d'État-major de la 10e division militaire le 12 fructidor an VII[67]. Membre de la Légion d'honneur dans les tout  premiers temps, par décret du 17 janvier 1805, il meurt de maladie, en Prusse, lors du siège de Torgau, laissant deux enfants d'Angélique Magdeleine Verdun, de Thionville, qu'il avait épousée en 1793[68].
- Louis Clovis Vernet (1820-1896), homme politique, député de l'Ardèche, maire de Largentière.
- Henri Terrasson de Fougères, administrateur des colonies, lieutenant-gouverneur du Haut-Sénégal-Niger (1920-1922), gouverneur par intérim (1921-1924) puis gouverneur général du Soudan français, inhumé en l'église Notre-Dame-des-Anges de Rochemaure[69].

### Héraldique
| Blason de Rochemaure | Les armes de Rochemaure se blasonnent ainsi : D'argent à trois rocs d'échiquier de sable, au chef d'azur chargé de trois fleurs de lis d'or. |